# 豊村 (岡山県)
豊村（とよそん）は、岡山県邑久郡にあった村。現在の岡山市東区の一部にあたる。

## 地理
吉井川下流左岸から千町川流域との間の沖積地に位置していた。

## 歴史
- 1889年（明治22年）6月1日、町村制の施行により、邑久郡川口村、浜村、新村、五明村、門前村、新地村、射越村が合併して村制施行し、豊村が発足[1][2]。旧村名を継承した川口、浜、新、五明、門前、新地、射越の7大字を編成[2]。
- 1892年（明治25年）水害で大きな被害を受けた[2]。
- 1893年（明治26年）水害で大きな被害を受けた[2]。
- 1919年（大正8年）電灯線架設[2]。
- 1945年（昭和20年）水害で大きな被害を受けた[2]。
- 1953年（昭和28年）2月1日、上道郡古都村・西大寺町・可知村・光政村・津田村・九蟠村・金田村、邑久郡太伯村・幸島村・邑久町（一部）と合併し、市制施行し西大寺市を新設して廃止された[1][2]。

### 地名の由来
かつて豊原荘に含まれたことから、豊の村と名付けられたものか。

## 産業
- 農業[2]
- 大正期に岡山練乳 (株) (大字浜)が設立し、のちスイス系資本が入り淡路練乳に改称[2]。

## 交通

### 県道
- 岡山牛窓線[2]（現岡山県道28号岡山牛窓線）
- 備前西大寺線[2]（現岡山県道69号西大寺備前線）

### 橋梁
- 1932年（昭和7年）永安橋（アーチ4連径型、吉井川）竣工[2]